# パオロ・タオン・ディ・レヴェル級哨戒艦
パオロ・タオン・ディ・レヴェル級哨戒艦（パオロ・タオン・ディ・レヴェルきゅうしょうかいかん、伊: Classe Thaon di Revel）とは、イタリア海軍の哨戒艦の艦級。

## 概要
21世紀初頭のイタリア海軍は、フランスと共同開発したカルロ・ベルガミーニ級フリゲートを建造・配備するなど水上戦闘艦の更新に注力しているが、任務の多様化に連れてフリゲートの多機能化が求められる様になり、多機能性を重視して開発・建造されたのが本級である。
2024年にはインドネシアからも発注を受けており、早期納入のため建造中だった4・6番艦を転用している。

## 設計

### 船体
艦首はステップ・バウ（ウェーブ・ピアジング・バウ）と呼ばれる二重の艦首で、水線長を長くして推進効率を高める効果があるとされている。艦首にはバウスラスターを有する。艦体は鋼鉄製で、上構はアルミ合金製である。また上部構造物の形状と規模も大きく変わっており、それに伴いレーダー配置も変更されている。哨戒型の艦内には、53人分の便乗者の居住区画が設けられている。

### 機関
機関は前級と異なり、ゼネラル・エレクトリック社が開発したLM2500ガスタービンエンジン1基とMTUフリードリヒスハーフェン社が開発したMTU 20V8000M91Lディーゼルエンジン2基を組み合わせたCODAG方式を採用しており、機関出力の違いもあって前級に比べて速力で勝っている。

## 装備
装備は、哨戒型（Light）、中間型（Light-Plus）、重武装型（Full）の3種類に分けられる。
艦砲は共通してオートメラーラ社製の64口径127mm単装砲と62口径76mm単装砲の組み合わせを搭載しており、機銃としてはエリコン社製のKBA25mm単装機銃を搭載する。
ミサイルは哨戒型がテセオ艦対艦ミサイルのみを搭載するのに対し、中間型と重武装型はアスター艦対空ミサイルとそれを収めるシルヴァーＡ50VLS16セルを搭載し、対空戦闘能力を強化している。
艦載機は、NH90ヘリコプターを2機搭載する。

### 兵装
| 形式     | 哨戒艦（Light）                    | 中間型（Light-Plus）                                    | 重武装型（Full）                                        |
| -------- | ---------------------------------- | ------------------------------------------------------- | ------------------------------------------------------- |
| 砲熕兵器 | 127mm単装速射砲×1基                | 127mm単装速射砲×1基                                     | 127mm単装速射砲×1基                                     |
| 砲熕兵器 | 76mm単装速射砲×1基                 |                                                         |                                                         |
| 砲熕兵器 | エリコンKBA 25mm単装機銃×2基       |                                                         |                                                         |
| ミサイル | テセオ艦対艦ミサイル連装発射筒×4基 | テセオ艦対艦ミサイル連装発射筒×4基                      | テセオ艦対艦ミサイル連装発射筒×4基                      |
| ミサイル | ー                                 | シルヴァーA50 VLS 8セル×2基（アスター艦対空ミサイル用） | シルヴァーA50 VLS 8セル×2基（アスター艦対空ミサイル用） |
| 水雷兵器 | ー                                 | ー                                                      | 324mm三連装魚雷発射管×2基 （MU90短魚雷用）              |

## 同型艦

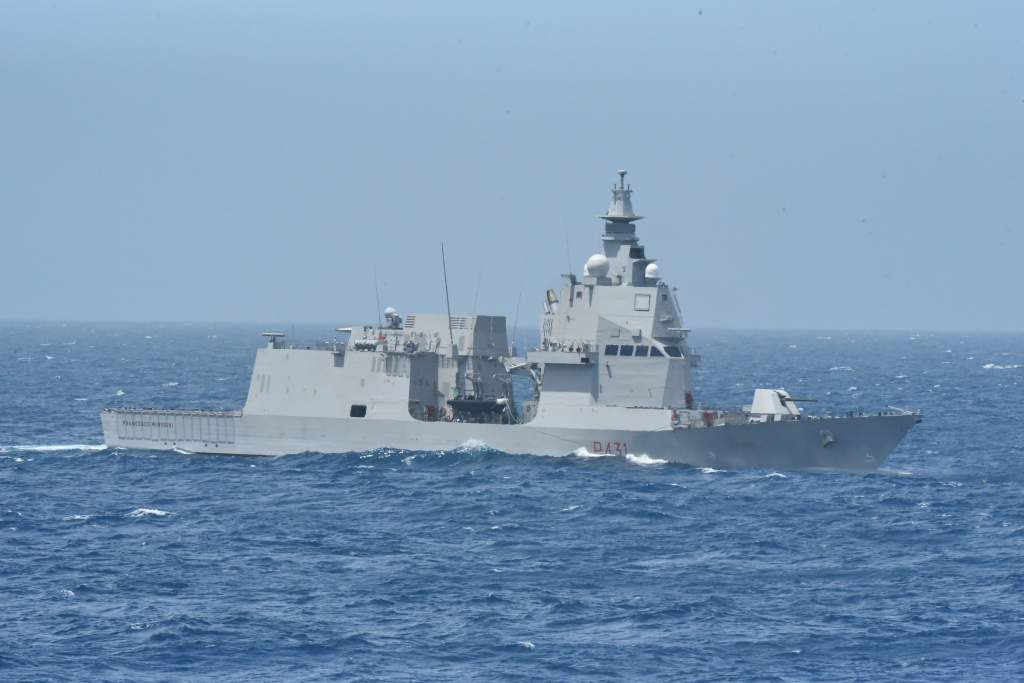
東シナ海において海上自衛隊と共同訓練を実施中の「フランチェスコ・モロジーニ」（2023.7.3）

RIMPAC2024に参加中の「ライモンド・モンテクッコリ」（2024.7.22）

### イタリア海軍
イタリア海軍は7隻の建造を予定している。艦名はイタリア出身の軍人や軍師から採られており、過去にもイタリア海軍の軍艦の艦名に用いられた。
| 形式       | 艦番号 | 艦名                                                       | 起工           | 進水            | 就役                       |
| ---------- | ------ | ---------------------------------------------------------- | -------------- | --------------- | -------------------------- |
| Light      | P-430  | パオロ・タオン・ディ・レヴェル Paolo Thaon di Revel        | 2017年 5月9日  | 2019年 6月15日  | 2022年 3月18日             |
| Light      | P-431  | フランチェスコ・モロシーニ Francesco Morosini              | 2018年 2月16日 | 2020年 5月22日  | 2022年 10月22日            |
| Light-Plus | P-432  | ライモンド・モンテクッコリ Raimondo Montecuccioli          | 2018年 11月8日 | 2021年 3月13日  | 2023年 9月27日             |
| Light-Plus | P-433  | マルカントニオ・コロンナ Marcantonio Colonna               | 2020年 9月3日  | 2022年 11月26日 | インドネシア海軍向けに転用 |
| Full       | P-434  | ジョバンニ・デレ・バンデ・ネッレ Giovanni delle Bande Nere | 2019年 8月28日 | 2022年 2月12日  | 2024年 10月予定            |
| Light-Plus | P-435  | ルッジェーロ・ディ・ラウリア Ruggiero di Lauria            | 2021年 4月7日  | 2023年 8月予定  | インドネシア海軍向けに転用 |
| Full       | P-436  | ドメニコ・ミレリーレ Domenico Millelire                    | 2022年 4月     | 2024年 6月予定  | 2026年 8月予定             |

### インドネシア海軍
2024年に2隻を発注した。早期納入のため、イタリア海軍向けに建造中だった2隻を転用する。
| 形式       | 艦番号 | 艦名                                        | 起工          | 進水            | 就役          |
| ---------- | ------ | ------------------------------------------- | ------------- | --------------- | ------------- |
| Light-Plus | 320    | ブラウィジャヤ KRI Brawijaya                | 2020年 9月3日 | 2022年 11月26日 | 2025年 7月2日 |
| Light-Plus | 321    | プラブ・シ・リ・ワン KRI Prabu Si Li Wang 1 | 2021年 4月7日 | 2023年 8月予定  |               |